# Totoya Hokkei
Totoya Hokkei (japanisch 魚屋 北渓; geboren 1780 in Edo (Provinz Musashi); gestorben 20. Mai 1850 ebenda) war ein japanischer Ukiyoe-Maler der späten Edo-Zeit.

## Leben und Wirken
Totoya Hokkei war vermutlich früher Fischhändler, daher wurde er allgemein „Totoya“ – „Fischhändler“ genannt. Eigentlich hieß er Iwakubo Tatsuyuki und wurde gewöhnlich Hatsugoro (初五郎) oder Kinuemon (金右衛門) gerufen, aber später nahm er diesen Spitznamen selbst an. Er wohnte im Stadtteil Yotsuya von Edo. Es heißt, dass er zuerst Malerei bei Kanō Yōsen’in Korenobu (狩野養川院惟信; 1753–1808) und später Ukiyo-e bei Katsushika Hokusai studierte.
Etwa um 1789 trat Totoya als Ukiyo-e-Künstler in der Kunstwelt in Erscheinung. Danach zeichnete er bis fast zu seinem Todesjahr weiter. Während dieser Zeit schuf er nicht sehr viele Mehrfarbendrucke (錦絵, Nishiki-e), sondern produzierte vielmehr Illustrationen für gedruckte Bücher, wie Romane, die die Halbwelt zum Thema hatten (洒落本, Sharebon), Witzbücher (噺本, Hanashibon), „Lesebücher“ (読本, Yomihon) sowie Blätter mit humoristischen Gedichten (狂歌摺物, Kyōka Surimono) beziehungsweise solche bebilderten Bücher (狂歌絵本 Kyōka Ehon).
Totoyas bekanntesten Bücher sind „Shokoku meisho“ (諸国名所) – „Berühmte Ansichten in den verschiedenen Provinzen“, aus dem das abgebildete „Seegras-Sammeln“ stammt, und „Kokon kyōka sen“ (古今狂歌撰) – „Sammlung alter und neuer humoristischer Gedichte“.

## Bilder

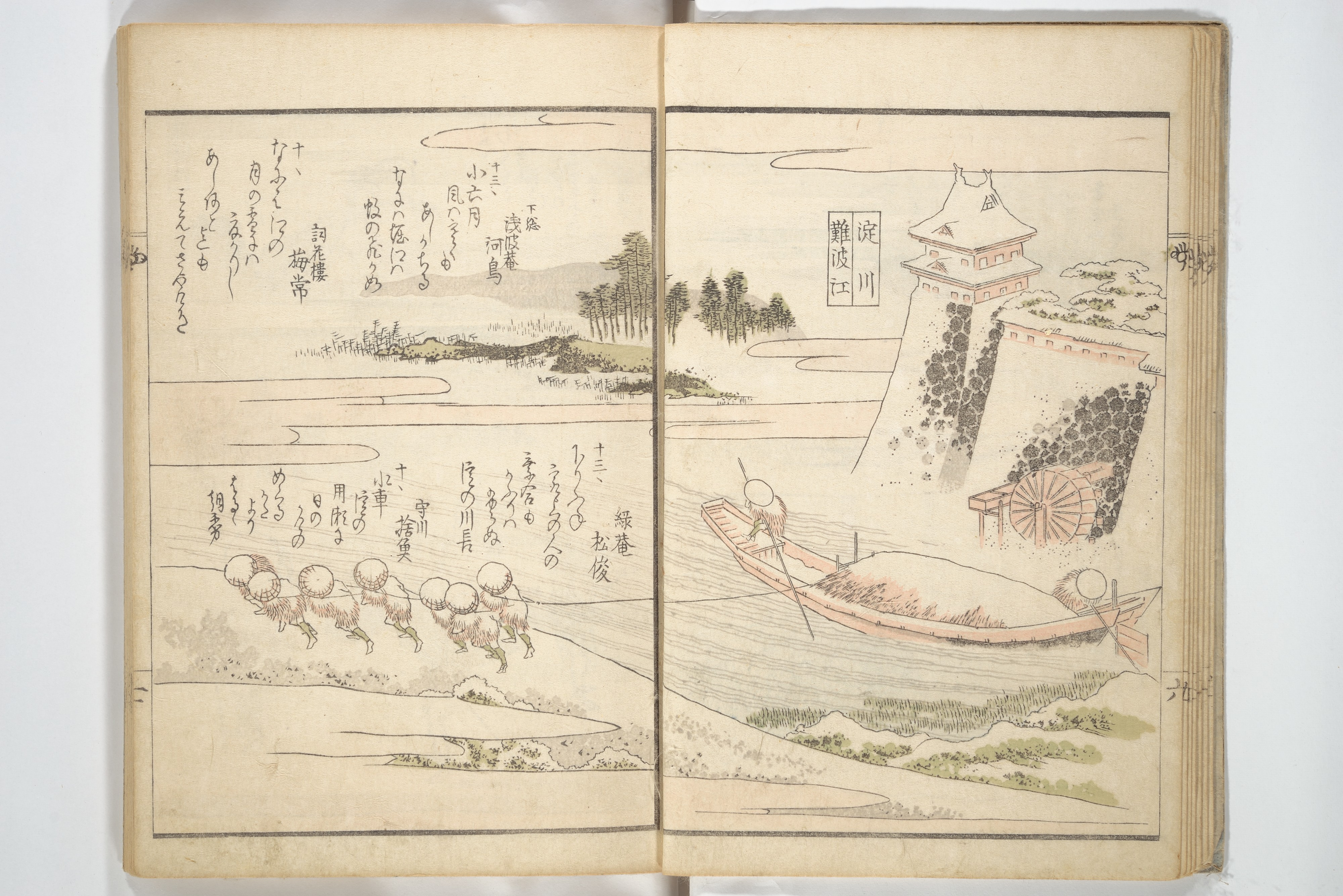
Bebildertes Buch
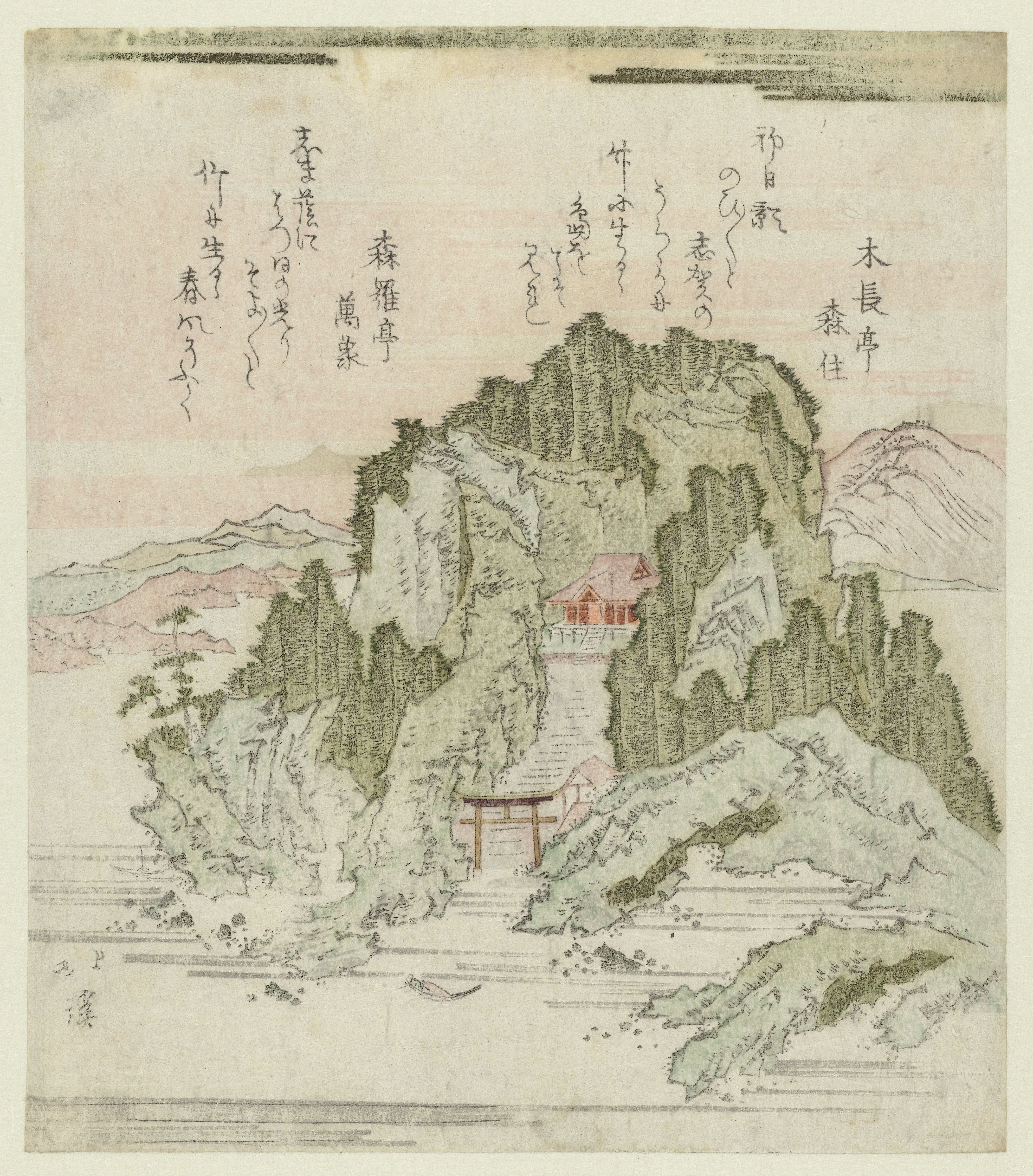
Benzaiten-Heiligtum auf Chikubu-shima
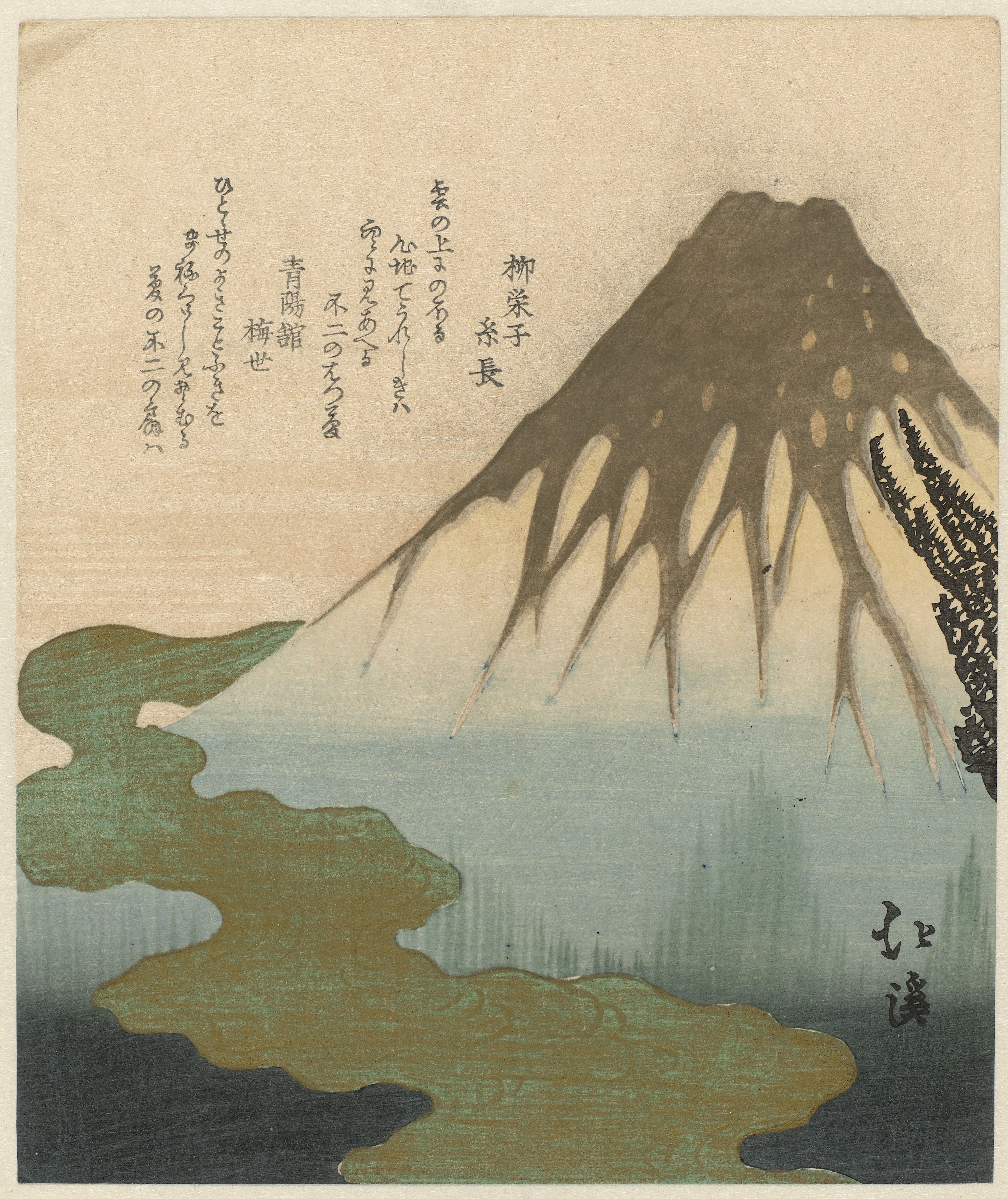
Berg Fuji über Wolken
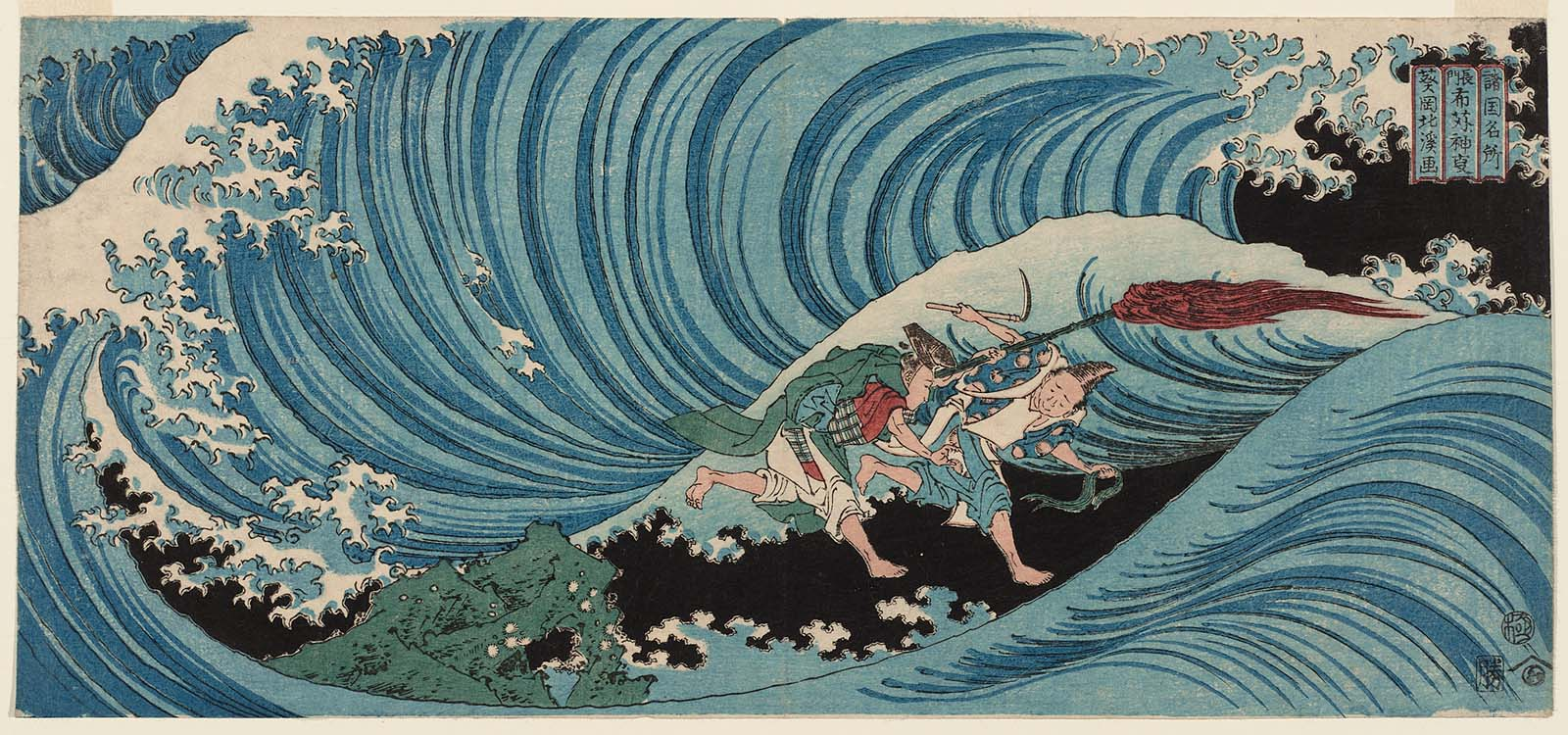
Seegras-Sammeln bei Nagato
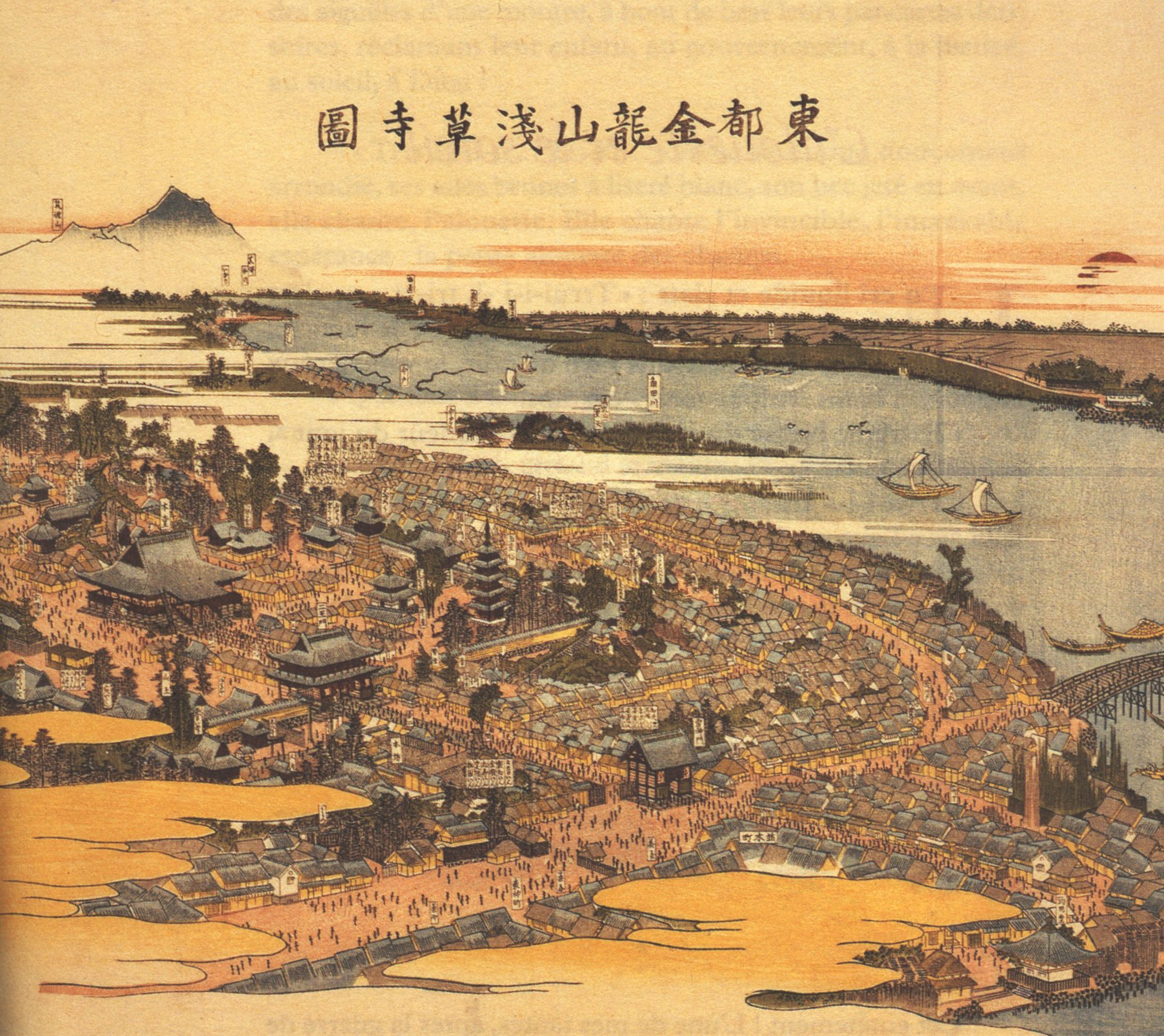
Tempel Kinryūzan in Edo[A 1]